# Cluster (groupe)
Pour les articles homonymes, voir Cluster.
Cluster est un groupe de rock progressif allemand. Il a eu une grande influence sur le développement de la musique électronique contemporaine. 

## Biographie
Depuis sa fondation en 1971, faisant suite à un groupe antérieur nommé Kluster, la formation enregistre un total de 13 albums dans des registres musicaux très variés, allant du rock progressif à l'ambient, avec un penchant toujours affirmé pour l'expérimentation.
Après une pause d'une dizaine d'années, le groupe s'est réuni en avril 2007. Il est sélectionné pour jouer le 15 juin à l'ouverture  de la Documenta, une importante manifestation d'art contemporain qui se tient tous les 5 ans à Cassel, en Allemagne.  Le groupe effectue plusieurs concerts dans toute l'Europe fin 2007 et jouera de nouveau aux États-Unis en 2008 pour la première fois depuis leur tournée First Encounter de  1996.
Le groupe, changeant de nom à chaque fois que sa composition se modifie, s'appelle maintenant Qluster. Dieter Moebius décède en 2015.

## Membres

### Membres actuels
- Hans-Joachim Roedelius (depuis 1971)

### Anciens membres
- Dieter Moebius (1971-2015)
- Conny Plank (en tant que musicien, 1971, en tant que compositeur 1971-1972, en tant qu'ingénieur/producteur 1971-1978)

### Collaborateurs
- Brian Eno - synthétiseur, chant (1977-1978)
- Holger Czukay - basse (1977-1978)
- Asmus Tietchens - synthétiseur (1977)
- Okko Bekker - guitare (1977)
- Peter Baumann - production (1979)
- William Roper - ingénieur (1979)
- Joshi Farnbauer - percussions (1980)
- Stanislaw Michalik - basse (1990)
- Felix Jay - producteur (1996)
- Tim Story - producteur/ingénieur (1996-1997)
- Hiroshi Okunari - ingénieur, Osaka (1996)
- Bond Bergland - guitare (1996)
- The Brain
- Russ Curry - ingénieur (1996)
- Paul Fox - ingénieur (1996)
- Tommy Johnstone Grenas - musicien (1996)

## Discographie

### Albums studio
- 1971 : Cluster
- 1972 : Cluster II
- 1974 : Zuckerzeit
- 1976 : Sowiesoso
- 1977 : Cluster & Eno - Enregistré avec Brian Eno.
- 1978 : After The Heat - Enregistré avec Brian Eno.
- 1979 : Grosses Wasser
- 1980 : Cluster '71 (réédition du premier album)
- 1981 : Curiosum
- 1991 : Apropos Cluster
- 1995 : One Hour
- 2009 : Qua

### Albums live
- 1980 : Live In Vienna - Enregistré avec Joshi Farnbauer
- 1997 : Japan 1996 Live
- 1997 :  First Encounter Tour 1996
- 2007 : Berlin 07

### Compilations
- 1984 :  Begegnungen (avec Brian Eno, Conny Plank)
- 1984 : Stimmungen
- 1985 : Begegnungen II (avec Brian Eno, Conny Plank)
- 1985 : Old Land (avec Brian Eno)
- 2007 : Box 1 (coffret)